# Fritz Lossau
Fritz Lossau (* 25. Juli 1897 in Hannover; † 17. Mai 1987 in Hemmingen) war ein deutscher Politiker (KPD/SPD). Er war Mitglied im Preußischen Landtag und nach dem Zweiten Weltkrieg des ernannten Hannoverschen Landtages.

## Leben
Lossau besuchte die Volksschule und machte danach eine Lehre als Laborant. Von 1914 bis 1918 nahm er am Ersten Weltkrieg teil und kehrte schwer verwundet zurück. Nach seiner Rückkehr arbeitete Lossau als Chemotechniker. Er war 1920 der KPD beigetreten und arbeitete ab 1924 als hauptamtlicher Sekretär der KPD. Zudem war er seit 1924 Stadtverordneter in Hannover und von 1924 bis 1928 war er Mitglied des Preußischen Landtages. Er engagierte sich bei den Syndikalisten und in der AAU, zog sich dort aber schon vor 1933 zurück. Während der Zeit des Nationalsozialismus stand er zwischen 1933 und 1945 wegen seiner illegalen politischen Arbeit unter Polizeikontrolle. Nach dem Zweiten Weltkrieg war er ab Mai 1945 zunächst provisorischer und danach ordentlich gewählter Vorsitzender des Betriebsrates der SKAG. Später war Lossau zudem hauptamtlicher Mitarbeiter des Reichsbundes der Kriegsbeschädigten und Hinterbliebenen. Er trat der SPD bei und war aber trotzdem ab Dezember 1945 Vertreter der KPD im Gemeinderat in Rethen. Ab Januar 1946 gehörte er dem Kreistag des Landkreises Hannover an und vom 23. August bis zum 29. Oktober 1946 war er Mitglied des ernannten Hannoverschen Landtages.